# FinBlade
FinBlade est un développeur britannique de jeux et d'applications mobiles. FinBlade a été fondé par John Chasey, Fergus McNeill (en), Steve Longhurst et Barry Simpson en août 2007. Une grande partie de l'équipe de FinBlade travaillait auparavant chez le développeur de jeux mobiles IOMO (en). 

## Histoire
Le studio a été l'un des premiers partisans de la manette analogique Bluetooth Zeemote pour les mobiles avec son titre Fireworks à 2 joueurs annoncé en janvier 2008.
Plus tard dans le mois, le nouveau studio a reçu un succès critique lorsque FinBlade a remporté le prix TIGA du meilleur jeu mobile pour Tomb Raider: Anniversary, développé pour la division New Media d'Eidos Interactive, suivi en juin 2008 par une nomination dans la catégorie du meilleur nouveau studio britannique/européen aux Develop Industry Excellence Awards.
Au cours du second semestre 2008, grâce à l'utilisation de la technologie Bedrock de Metismo, la production du studio s'est largement concentrée sur l'iPhone d'Apple, avec de nombreux titres originaux et sous licence apparaissant et se classant dans l'App Store.
Le support de Google Android a rapidement suivi, avec des versions de plusieurs de leurs titres distribuées sur Handango (en), avant que le support de la facturation ne soit ajouté à l'Android Market. FinBlade a ensuite été nommé dans les catégories "Meilleur jeu occasionnel" et "2009 Groundbreaker" pour Tennis Slam lors des Handango Champion Awards pour Android.
En juin 2009, avec l'arrivée d'une gamme plus large de contenu mobile disponible sur l'iPhone, FinBlade a également commencé à développer des applications, en commençant par Red Bull GP sur l'iPhone, publié par Red Bull Racing, l'application The Men Who Stare at Goats promouvant l'adaptation cinématographique du livre de Jon Ronson, suivie d'une application de rapport de match et de centre d'informations pour Liverpool F.C.. Toutes ces applications ont atteint le sommet du classement de leur catégorie respective dans l'App Store britannique.
En décembre 2009, le titre Battleship pour iPhone, basé sur le jeu de société Hasbro et développé par FinBlade, a été publié par EA Mobile et a été acclamé par la critique, décrit comme la "meilleure adaptation de jeu de société à ce jour" par cNET.com et récompensé par un Gold Award de mobilegamefaqs.com.
En 2010, une série de versions mobiles de la série télévisée Péril en haute mer de Discovery Channel, publiée par Hands-On Mobile, a remporté le Mobile Village Superstar Award dans la catégorie Consumer App: Game, et un autre titre de Hasbro, Pictureka! publié par EA Mobile.
En 2011, le titre multi-format Spellathon a été développé pour l'association caritative Mencap (en), un jeu d'épellation avec Stephen Fry, sur le web et les appareils mobiles qui cherche à la fois à éduquer et à collecter des fonds pour l'association.
Au cours de 2013, ils ont conclu un accord avec Puzzler Media, une filiale de DC Thompson pour créer une nouvelle destination sociale / mobile pour les joueurs de puzzle, Puzzler World. 

## Récompenses
- 2008 TIGA Meilleur jeu mobile - Tomb Raider
- 2008 Nomination aux Develop Industry Excellence Awards - Meilleur nouveau studio britannique/européen
- 2009 Nomination Handango - Meilleur jeu casual - Tennis Slam
- 2009 Nomination Handango - 2009 Groundbreaker - Tennis Slam
- 2010 MobileVillage Superstar Award - Consumer App: Game - Deadliest Catch

## Titres Android
- Movie Quiz publié par FinBlade
- Spellathon publié par mencap
- Tennis Slam publié par FinBlade
- WordSearch publié par FinBlade

## Titres pour BlackBerry
- Deadliest Catch publié par Hands-On Mobile
- Spellathon publié par mencap

## Titres BREW
- Deadliest Catch publié par Hands-On Mobile
- Movie Quiz publié par CyberHull
- WordSearch publié par CyberHull

## Titres Facebook
- "Puzzler World" publié par Puzzler

## Titres Flash
- Spellathon publié par mencap

## Titres pour iPhone et iPad
- Battleship publié par EA Mobile
- Battleship pour iPad publié par EA Mobile
- Deadliest Catch publié par Hands-On Mobile
- English Grammar in Use publié par Cambridge University Press
- Ernie Els Golf 2008 publié par FinBlade
- GrooveYard publié par FinBlade
- Halloween WordSearch publié par FinBlade (disponibilité saisonnière)
- Liverpool FC Match & News Centre publié par Liverpool F.C.
- Manchester United Word It! publié par FinBlade
- Movie Quiz publié par FinBlade
- Pictureka! publié par EA Mobile
- Sopa De Letras publié par FinBlade
- Red Bull GP publié par Red Bull Racing
- Spellathon publié par mencap
- Spot The Difference publié par FinBlade
- The Men Who Stare at Goats publié par Momentum Pictures
- Tennis Slam publié par FinBlade
- WordSearch publié par FinBlade
- Fry - virtually Stephen Fry publié par HeadCast Ltd
- Puzzler World publié par Puzzler Media

## Titres Java ME
- BMW Racer publié par Connect2Media
- Deadliest Catch publié par Hands-On Mobile
- Ernie Els Golf 2008 publié par Player One Mobile
- Fireworks (non publié)
- Movie Quiz publié par CyberHull
- Pub Darts 180 publié par Vivendi Games Mobile
- Tomb Raider: Anniversary publié par Eidos Interactive
- Total Film Quiz publié par Connect2Media
- WordSearch publié par CyberHull

## Titres webOS
- Deadliest Catch publié par Hands-On Mobile

## Titres Windows Mobile
- Deadliest Catch publié par Hands-On Mobile